# Postia tephroleuca
Postia tephroleuca (Fr.) Jülich, Persoonia 11(4): 424 (1982), è un fungo basidiomicete.

## Sinonimi e binomi obsoleti
- Bjerkandera adusta f. cinerata (P. Karst.) Domański, Orloś & Skirg., Flora Polska. Grzyby, II: 118 (1967)
- Bjerkandera cinerata P. Karst., Meddn Soc. Fauna Flora fenn. 16: 103 (1890) [1889]
- Bjerkandera melina P. Karst., Meddn Soc. Fauna Flora fenn. 14: 80 (1887)
- Bjerkandera simulans P. Karst., Revue mycol., Toulouse 10: 73 (1888)
- Boletus tephroleucus (Fr.) Spreng., (1827)
- Leptoporus tephroleucus (Fr.) Quél., Enchir. fung. (Paris): 176 (1886)
- Oligoporus tephroleucus (Fr.) Gilb. & Ryvarden, Mycotaxon 22(2): 365 (1985)
- Piptoporus elatinus (Berk.) Teng, Chung-kuo Ti Chen-chun, [Fungi of China]: 762 (1963)
- Polyporus elatinus Berk., Hooker's J. Bot. Kew Gard. Misc. 6: 140 (1854)
- Polyporus linearisporus Velen., České Houby 4-5: 654 (1922)
- Polyporus melinus (P. Karst.) Sacc., Sylloge fungorum omnium husque cognitorum (Abellini) 6: 134 (1888)
- Polyporus tephroleucus Fr., Systema mycologicum (Lundae) 1: 360 (1821)
- Polyporus tokyoensis Lloyd [as 'tokyvensis'], Mycol. Writ. 4 (Syn. Apus): 302 (1915)
- Polystictus tephroleucus (Fr.) Bigeard & H. Guill., Fl. Champ. sup. France (Chalon-sur-Saône) 2: 374 (1913)
- Spongiporus tephroleucus (Fr.) A. David, Bull. mens. Soc. linn. Lyon 49(1): 37 (1980)
- Tyromyces elatinus (Berk.) S. Ahmad, Basidiomyc. W. Pakist.: 97 (1972)
- Tyromyces melinus (P. Karst.) Bondartsev & Singer, Annales Mycologici 39(1): 52 (1941)
- Tyromyces tephroleucus (Fr.) Donk, Meddn Bot. Mus. Herb. Rijhs Universit. Utrecht. 9: 151 (1933)